# Mehama
Mehama és una concentració de població designada pel cens dels Estats Units a l'estat d'Oregon. Segons el cens del 2000 tenia 283 habitants.

## Demografia
Segons el cens del 2000, Mehama tenia 283 habitants, 110 habitatges, i 77 famílies. La densitat de població era de 232,5 habitants per km².
Dels 110 habitatges en un 31,8% hi vivien nens de menys de 18 anys, en un 58,2% hi vivien parelles casades, en un 9,1% dones solteres, i en un 29,1% no eren unitats familiars. En el 23,6% dels habitatges hi vivien persones soles el 9,1% de les quals corresponia a persones de 65 anys o més que vivien soles. El nombre mitjà de persones vivint en cada habitatge era de 2,57 i el nombre mitjà de persones que vivien en cada família era de 3,01.
Per edats la població es repartia de la següent manera: un 22,6% tenia menys de 18 anys, un 7,8% entre 18 i 24, un 28,3% entre 25 i 44, un 26,1% de 45 a 60 i un 15,2% 65 anys o més.
L'edat mediana era de 40 anys. Per cada 100 dones de 18 o més anys hi havia 112,6 homes.
La renda mediana per habitatge era de 38.854 $ i la renda mediana per família de 54.286 $. Els homes tenien una renda mediana de 35.192 $ mentre que les dones 14.712 $. La renda per capita de la població era de 17.617 $. Cap de les famílies i l'11,2% de la població estaven per davall del llindar de pobresa.

## Poblacions més properes
El següent diagrama mostra les poblacions més properes.